# Cultura ucraineană în timpul invaziei ruse în Ucraina

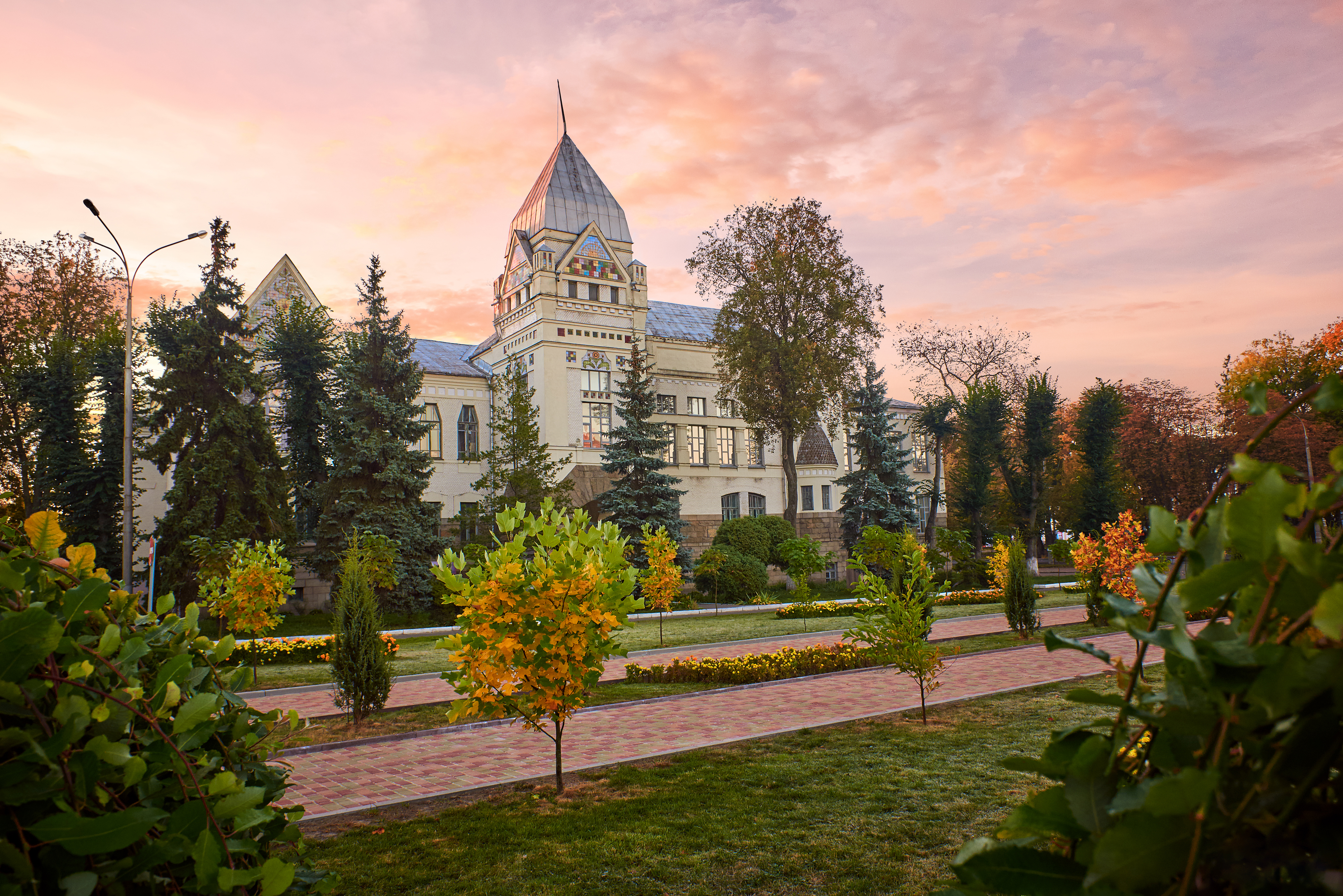
Biblioteca publică din Cernihiv înainte de asediu.

Invazia Rusiei în Ucraina a debutat pe 24 februarie 2022, într-o escaladare majoră a Războiului Ruso-Ucrainean, început în 2014. Este cel mai mare atac militar din Europa de la al Doilea Război Mondial încoace. În timpul luptelor, multe obiecte ale patrimoniului cultural ucrainean au fost fie distruse, fie deteriorate, fie puse în pericol din cauza devastărilor pe scară largă din întreaga țară. Toată această distrugere și jefuire deliberată a peste 500 de situri ale patrimoniului cultural ucrainean este considerată crimă de război și a fost descrisă de ministrul culturii al Ucrainei drept genocid cultural.

## Reglementare legală
Bunurile culturale se bucură de o protecție specială în temeiul dreptului internațional umanitar. Primul protocol al Convenției de la Geneva și Convenția de la Haga pentru protecția bunurilor culturale în caz de conflict armat (ambele obligatorii pentru înțelegerile dintre Ucraina și Rusia) interzic statelor părți să utilizeze monumentele istorice pentru a-și sprijini efortul militar sau să le transforme în ținta unor acte de ostilitate sau represalii. Al doilea Protocol la Convenția de la Haga permite atacuri asupra bunurilor culturale numai în caz de „necesitate militară imperativă”, atunci când nu există o alternativă fezabilă. Atacurile împotriva patrimoniului cultural constituie crime de război și pot fi urmărite penal în fața Curții Penale Internaționale.

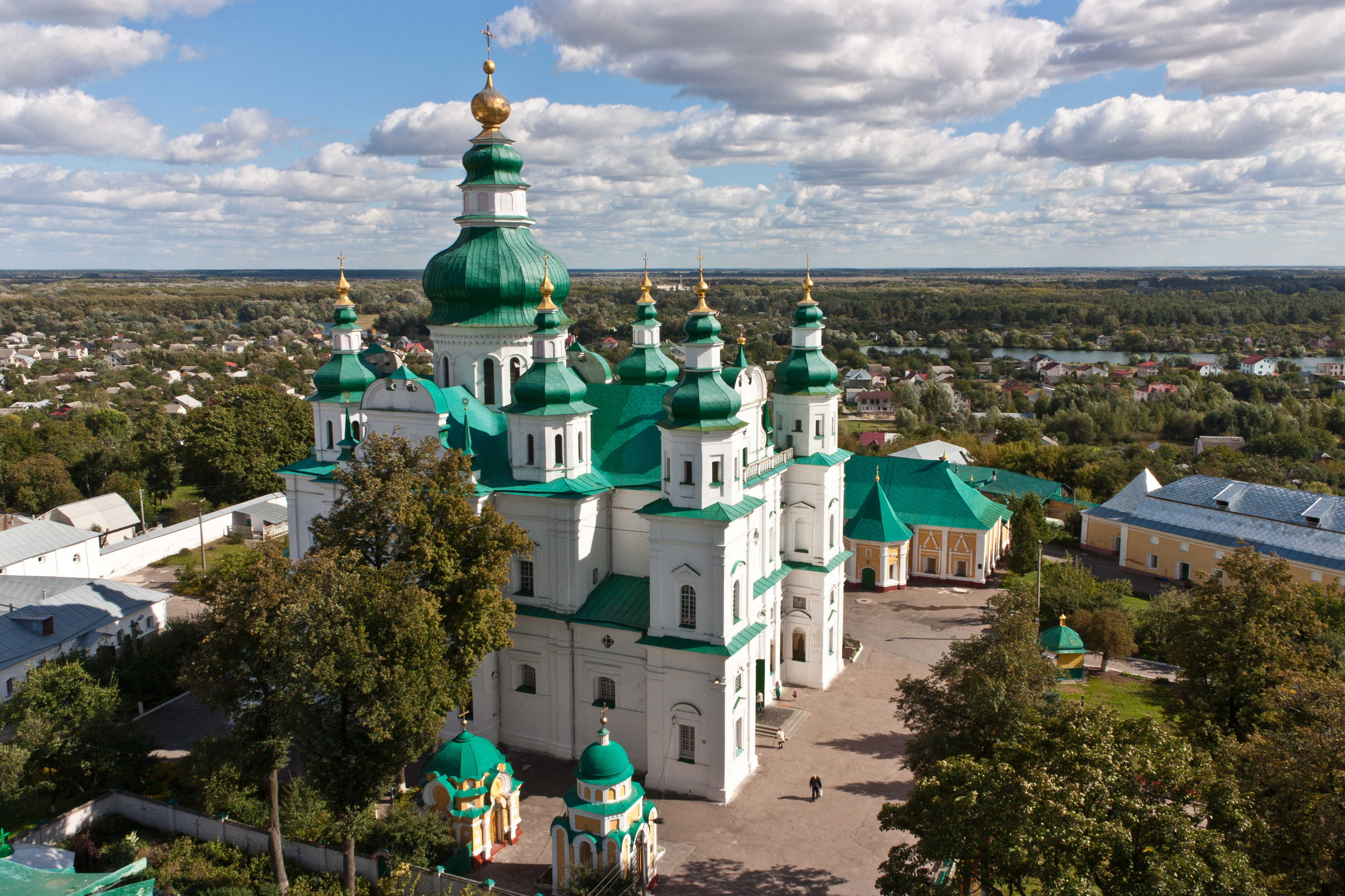
Mănăstirea Treimii din Cernihiv a suferit pagube în timpul asediului rusesc asupra orașului.

## Situri notabile
Ucraina are șapte locuri incluse în Patrimoniul Mondial al Organizației Națiunilor Unite pentru Educație, Știință și Cultură (UNESCO), inclusiv Catedrala Sfânta Sofia din Kiev, Lavra Peșterilor din Kiev și un întreg cartier din Liov. Alte situri din Harkov, Nicolaev și Chernihiv erau luate în considerare pentru nominalizare la statutul de patrimoniu mondial, dar nu fuseseră adăugate înainte de invazie.
La sfârșitul lunii aprilie 2022, Politico a relatat că Ucraina a înregistrat naufragiul crucișătorului rusesc Moscova ca sit al „patrimoniului cultural subacvatic”.

## Eforturi de conservare

### La nivel național
Directorul Muzeului Național de Istorie a Ucrainei din Kiev, Fedir Androșciuk, a lucrat cu doi colegi pentru a conserva și proteja muzeul de atacuri și potențiale jafuri. Androschuck a mai relatat că alte patru muzee din Vinița, Jitomir, Sumî și Cernihiv au reușit să mute, să depoziteze și să protejeze expozițiile principale în muzeul din Vinița, folosit ca adăpost pentru persoane strămutate. Un colectiv de artiști, Asortîmentna kimnata (Camera Asortată), cu sediul la Centrul de Artă Contemporană Ivano-Frankivsk, a creat mai multe buncăre și a colaborat cu galerii din Kiev, Mariupol, Odesa, Zaporijia și din alte localități pentru a evacua și conserva piesele din galerii.

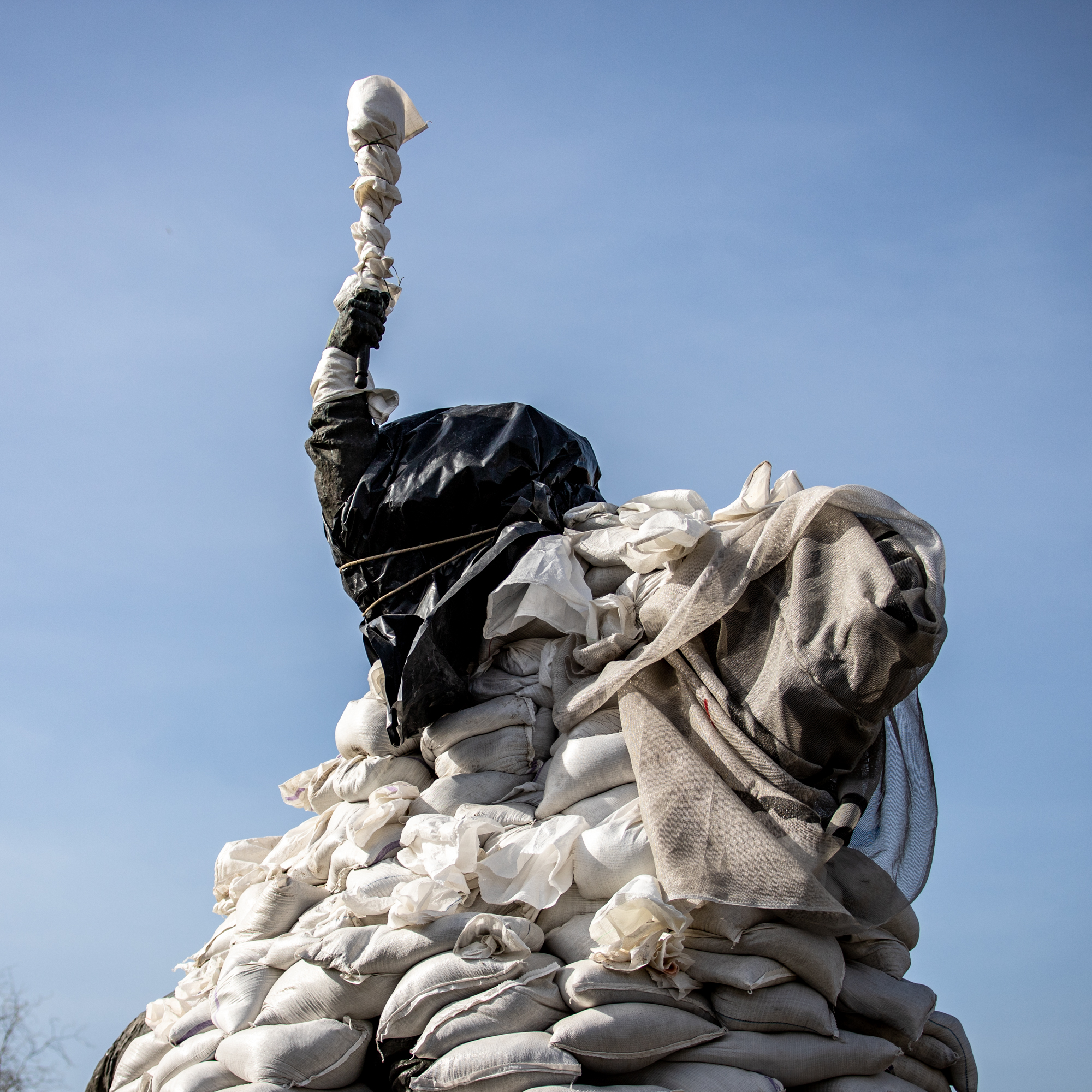
Monumentul hatmanului Sahaidacinîi din Kiev, protejat de saci cu nisip

Multe monumente au fost protejate cu saci de nisip sau învelite în diverse materiale. La Kiev, s-a reușit protejarea în acest mod a aproximativ 28 de monumente până la mijlocul lunii aprilie 2022. Locuitorii din Liov au încercat să ajute la conservarea mai multor statui și fântâni din piatră care nu puteau fi demontate, înfășurându-le în plastic, spumă și alte materiale. Fundația pentru Conservarea Monumentelor Arhitecturale și Istorice din Liov a fotografiat și postat eforturi suplimentare privind ramele și scândurile din lemn folosite pentru protejarea monumentelor și vitraliilor bisericilor.
Pe 28 martie 2022 a fost inaugurat un muzeu NFT (jetoane non-fungibile, lucrări de artă digitală cu valoare unică) de către Ministerul Transformării Digitale din Ucraina pentru a contribui la conservarea statalității și a istoriei Ucrainei, toate încasările urmând să fie donate ministerului. Acest sit, Ukrainian MetaHistory NFT-Museum, include o „linie de război” sau o cronologie a evenimentelor cu un NFT corespunzător, inclusiv un mesaj referitor la un moment semnificativ din război și o ilustrație realizată de un artist ucrainean. Până la 1 aprilie, aproximativ 600.000 de dolari fuseseră strânși prin vânzarea NFT-urilor, fondurile fiind destinate reconstruirii muzeelor, teatrelor și altor instituții culturale distruse sau avariate.
Multe dintre obiectele de patrimoniu cultural protejate în Ucraina de invazia rusă sunt obiecte ale culturii ruse.

### La nivel internațional
La scurt timp după invazie, UNESCO a anunțat că lucrează la marcarea oricăror monumente și situri istorice cheie din țară cu emblema Convenției de la Haga din 1954, simbolul recunoscut la nivel internațional pentru protejarea patrimoniului cultural într-un conflict armat. Organizația ar urma să colaboreze, de asemenea, cu directorii muzeelor din țară pentru a coordona eforturile de conservare în vederea protejării colecțiilor și pentru a monitoriza orice daune aduse siturilor culturale prin intermediul imagisticii din satelit. La scurt timp după invazie, oficialii Consiliului Internațional al Muzeelor au început să documenteze artefacte și piese pe care forțele de ordine le-ar putea găsi în caz de mutare ilegală în afara granițelor naționale.
Instituțiile culturale din Polonia au oferit ajutor prin intermediul Comitetului pentru Sprijinirea Muzeelor din Ucraina, creat la scurt timp după invazie. Comitetul a oferit sprijin tuturor muzeelor și instituțiilor culturale din Ucraina pentru a securiza colecțiile acestora, precum și pentru documentarea, digitalizarea și inventarierea colecțiilor. Ajutorul din partea altor instituții a continuat pe tot parcursul războiului. În mai 2022, Ministerul Culturii din Cehia a însărcinat Muzeul Național din Praga să trimită materiale de ambalare, cum ar fi folie cu bule și spumă de polietilenă, împreună cu echipamente de siguranță, precum stingătoare și plăci OSB pentru blocarea ferestrelor. Organizații internaționale precum Centrul de Ajutor pentru Artă din Ucraina (cu sediul în Germania, susținut, printre altele, de guvernul german) și ALIPH (cu sediul în Elveția) au fost, de asemenea, active în furnizarea de ajutor de urgență încă din primăvara anului 2022.
În martie 2022 a fost inițiat un efort de salvare și conservare a datelor și tehnologiilor potențial aflate în pericol ale instituțiilor culturale din Ucraina, sub numele de Saving Ukrainian Cultural Heritage Online (SUCHO).

### Expoziții
Centrul Cultural Ucrainean din East Hollywood, Los Angeles, California, a organizat o strângere de fonduri pentru artă, care a evidențiat lucrări ale unor artiști ucraineni din Los Angeles, într-o expoziție de artă și o licitație silențioasă, precum și un concert, care a inclus lucrările compozitorului ucrainean Myroslav Skoryk. Organizatorii au declarat că toate încasările vor fi donate pentru ajutor umanitar în Ucraina și speră că moștenirea culturală și limba ucraineană vor fi transmise unei alte generații. Foarte multe persoane refugiate în alte țări au purtat îmbrăcăminte tradițională și au respectat tradițiile ucrainene în timpul sărbătorilor, pentru a-și arăta sprijinul și rezistența împotriva invaziei.
În timpul unui târg de mobilă de la Milano, în iunie 2022, designerii ucraineni Victoria Yakusha și Kateryna Sokolova au evidențiat moștenirea culturală și simbolismul Ucrainei prin piesele lor. Sokolova a declarat că piesele sale au fost create în efortul de a evita „ștergerea designului ucrainean de pe harta lumii”, în timp ce Yakusha susține că misiunea ei este „să arate lumii creativitatea și frumusețea culturii ucrainene și, astfel, să afirme identitatea”.
Proiectul Backup Ukraine, în parteneriat cu Virtue Media Group VICE, Blue Shield Danmark și Comisia Națională Daneză pentru UNESCO, a fost anunțat în mai 2022. Se propune utilizarea aplicației pentru scanarea obiectelor din Ucraina, care vor fi apoi convertite într-un model 3D și încărcate într-o bază de date în cloud pentru backup.

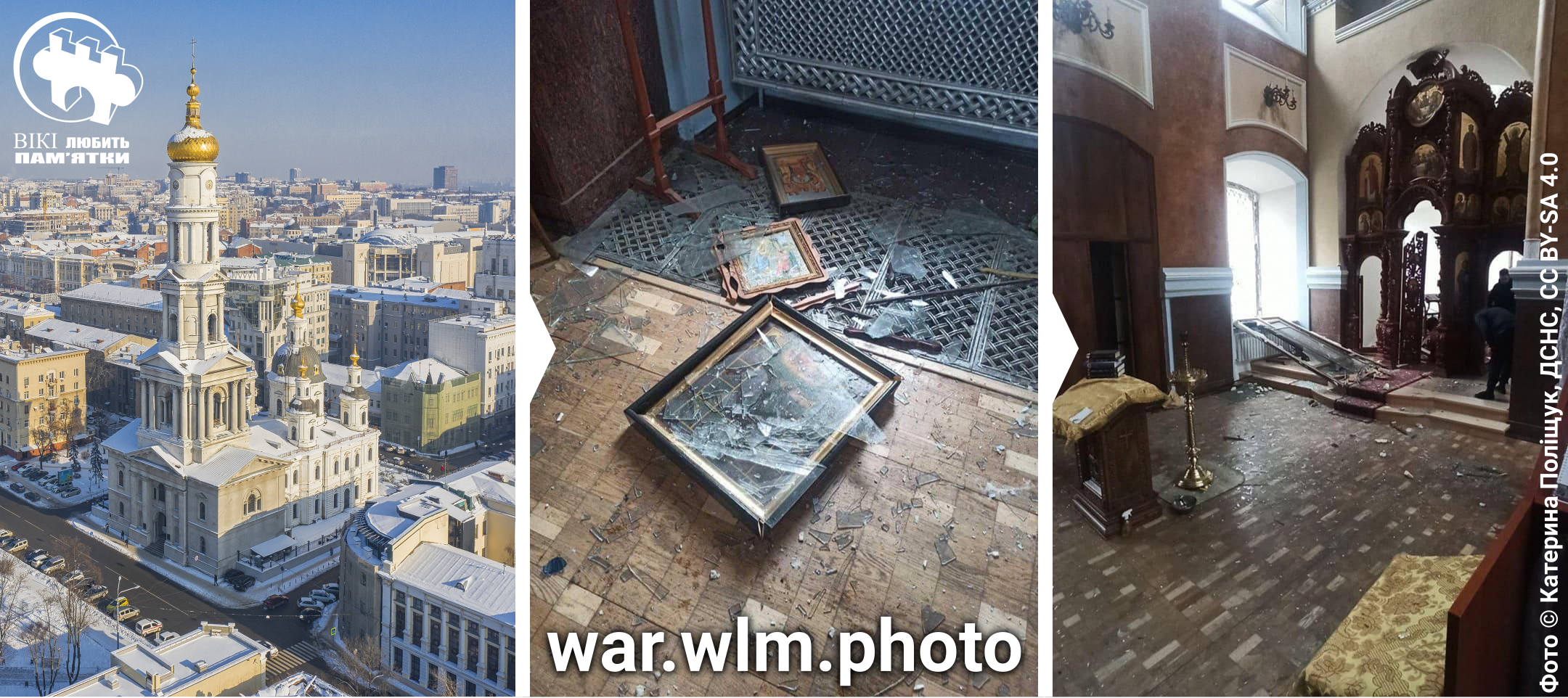
Catedrala Adormirii Maicii Domnului din Harkov, imagine dinaintea invaziei și daunele din interiorului catedralei.

## Pagube
La 16 octombrie 2024, UNESCO verificase deja daunele a 457 de obiecte: 143 de situri religioase, 231 de clădiri de interes istoric și/sau artistic, 32 de muzee, 33 de monumente, 17 biblioteci, 1 arhivă. Această listă conține doar cazuri cunoscute din mai multe surse credibile și nu prezintă daune superficiale, cum ar fi geamuri sau uși sparte.
La data de 5 ianuarie 2023, Ministerul Culturii din Ucraina a raportat 1189 de cazuri de deteriorare sau distrugere a obiectelor culturale, inclusiv 563 de „centre creative”, 453 de biblioteci, 63 de muzee și galerii, 18 teatre și săli filarmonice și 92 de instituții de educație artistică. 21 dintre ele au fost considerate memoriale de importanță națională. Aproximativ 100 de obiecte au fost distruse complet sau aproape complet. Laboratorul de Monitorizare a Patrimoniului Cultural de la Muzeul de Istorie Naturală din Virginia a descoperit, până la data de 10 iunie 2022, dovezi a 458 de situri culturale deteriorate. Echipa de investigații vizuale a The New York Times a întocmit o listă cu aproximativ 339 de clădiri, monumente și alte instituții culturale care fuseseră parțial sau total distruse până în decembrie 2022, acordându-se o atenție deosebită regiunii Donbas.

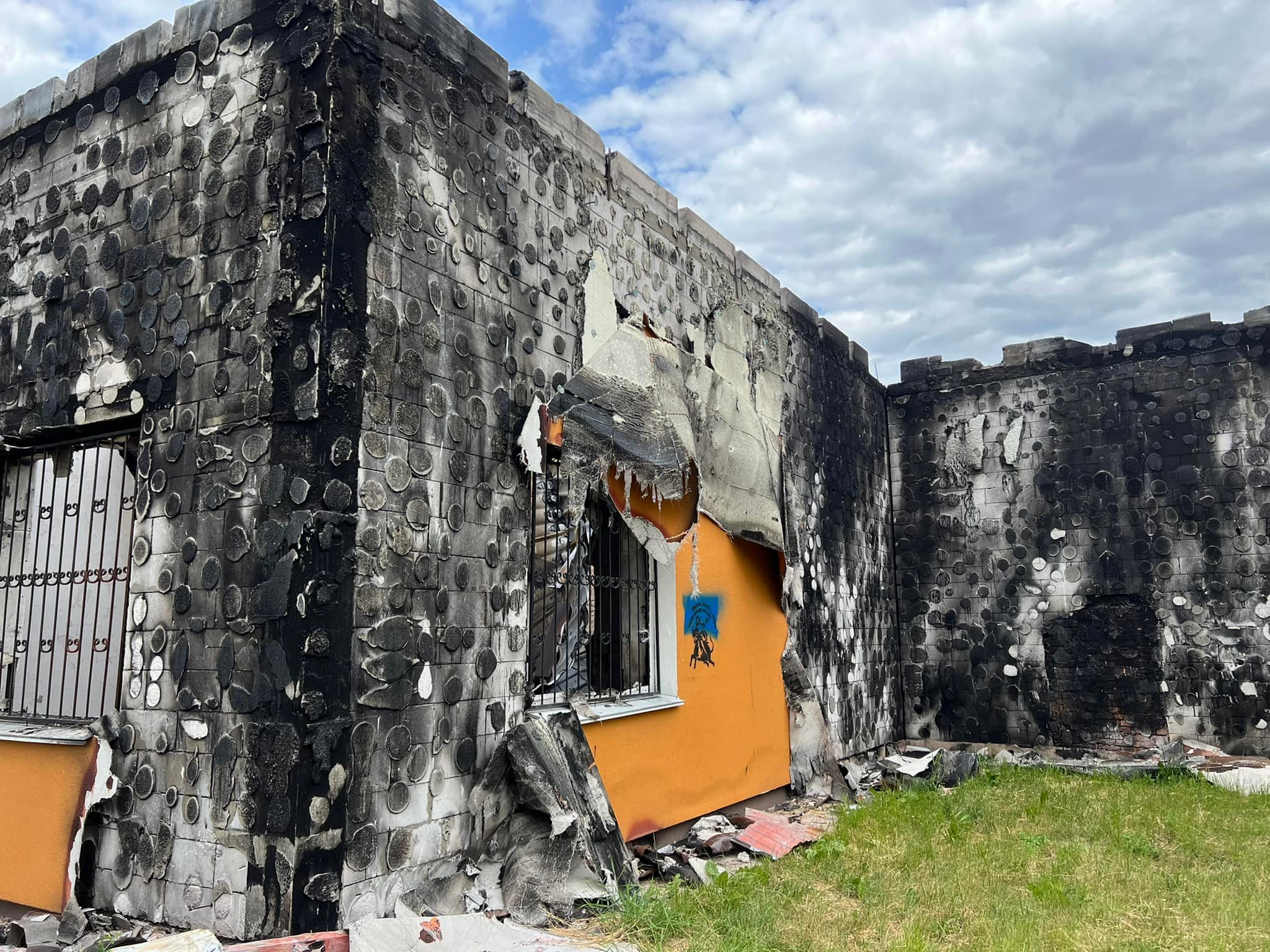
Ruinele Muzeului din Ivankiv

Pe 25 februarie 2022, Muzeul de Istorie și Etnografie din Ivankiv, aflat la aproximativ optzeci de kilometri de capitală, a ars din temelii în urma unui bombardament rusesc. Muzeul conținea opere de artă populară, inclusiv picturi de Mariia Prîmacenko și lucrări textile de Hanna Veres. Unele picturi și alte obiecte au fost salvate din clădirea în flăcări de către localnici. Numărul operelor de artă de Prymachenko, Veres și alți artiști care au fost distruse sau deteriorate este necunoscut.
Centrul Memorial al Holocaustului Babyn Yar, care se afla în construcție, a fost avariat pe 1 martie 2022. O clădire a muzeului din centru a suferit daune structurale, iar cimitirul adiacent a fost, de asemenea, avariat. Alte elemente ale sitului, inclusiv sculpturile din sinagogă și menorah, nu au fost afectate. Clădirea Operei Mici din Kiev a suferit avarii pe 15 martie.

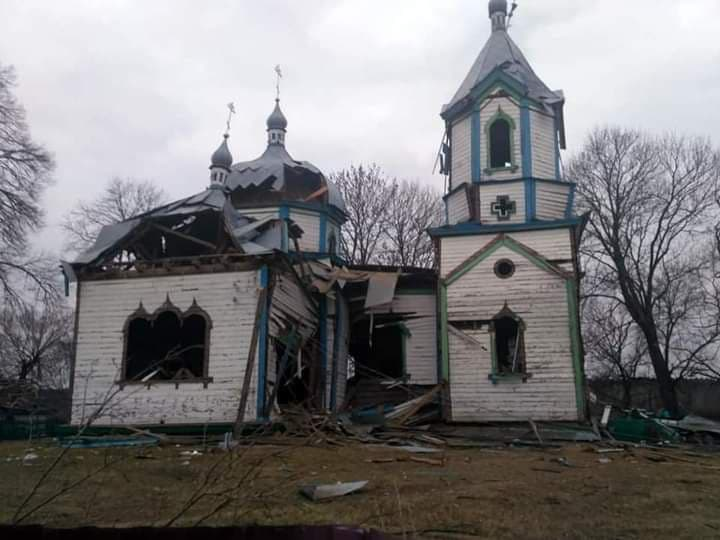
Biserica distrusă din Viazivka

Catedrala Adormirii Maicii Domnului din Harkov a fost avariată în timpul bătăliei de la Harkov. Operele de artă și vitraliile din catedrală au fost deteriorate de o rachetă de croazieră care a avariat și centrul orașului Harkov. Clădirea Slovo din Harkov a fost, de asemenea, avariată de acțiunile militare rusești, precum și un memorial din Drobytsky Yar, la periferia orașului Harkov, dedicat victimelor Holocaustului. Pe 7 martie, exteriorul Muzeului de Artă din Harkov a suferit unele daune și, deși expozițiile nu au fost avariate, acestea au continuat să fie puse în pericol de atacuri stradale și aeriene. Multe clădiri din epoca modernă au fost avariate, inclusiv clădirea Administrației Regionale din Harkov, Consiliul Local din Harkov, Teatrul de Operă și Balet și clădirea Facultății de Economie a Universității din Harkov.

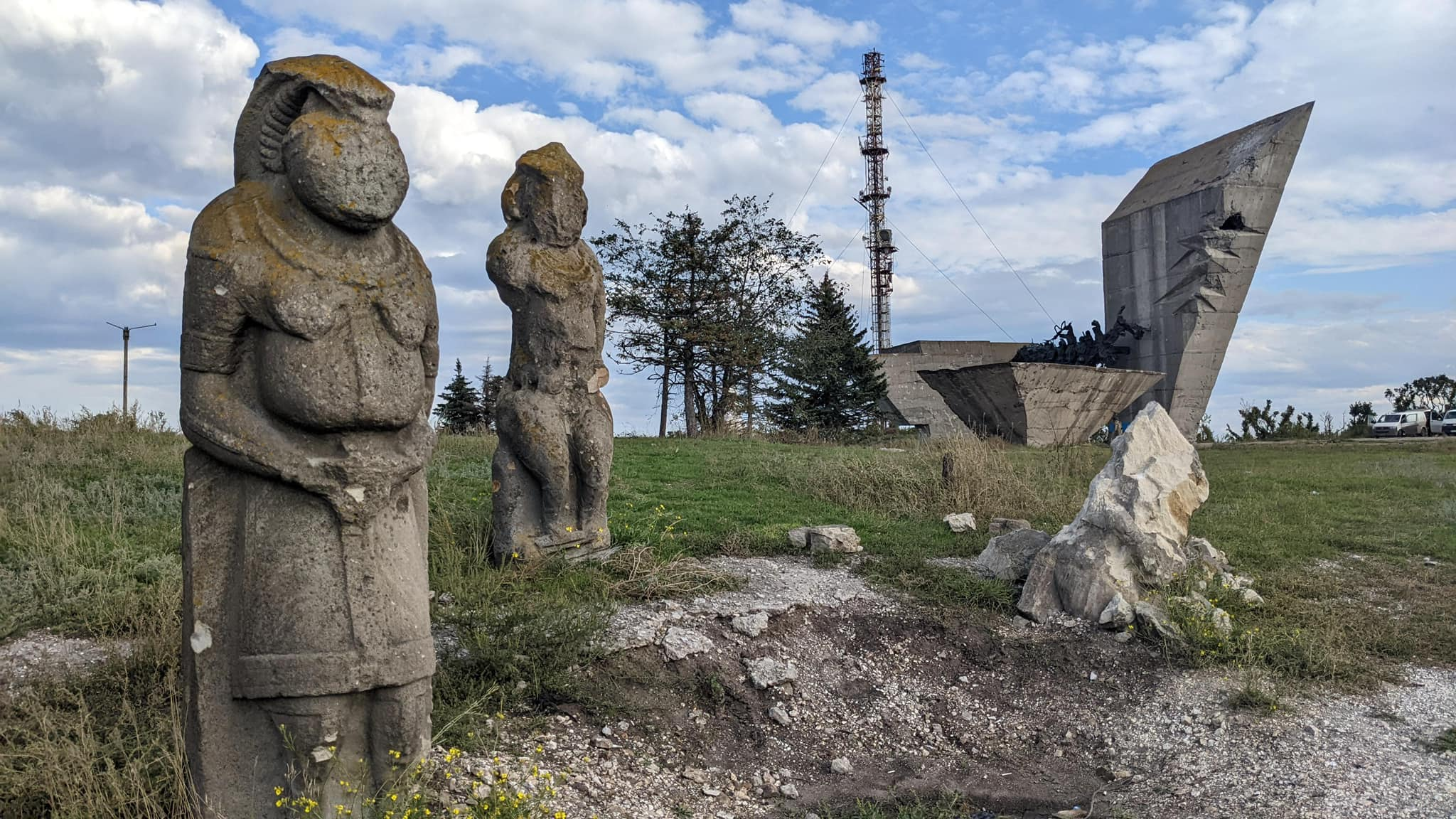
Sculpturi în piatră polovțiene din secolele IX-XIII din Izium. Statuia din dreapta este complet distrusă; monumentul eroilor din al Doilea Război Mondial (în fundal) din apropiere este parțial distrus.

Un alt oraș grav avariat din regiunea Harkov a fost Izium, unde clădiri istorice, biserici, memoriale, precum și sculpturi în piatră polovțiene din secolele IX-XIII au fost avariate sau distruse în lupta pentru oraș.
În martie 2022, bombardamentele rusești au distrus trei biserici de lemn construite în secolul al XIX-lea: Biserica „Sfântul Gheorghe” din Zavorîci, Biserica „Nașterea Maicii Domnului” din Veazivka și Biserica „Înălțarea Domnului” din Lukianivka. Aceste biserici făceau toate parte din Patriarhia Moscovei. Mănăstirea din Peștera Sviatohirsk a fost avariată de mai multe atacuri aeriene și bombardamente între 12 martie 2022 și începutul lunii iunie, când zona a fost cucerită de Rusia. Mai multe biserici ale mănăstirii au fost complet distruse, iar alte clădiri au fost avariate. Primul bombardament a rănit și câțiva dintre cei aproximativ 520 de refugiați care se aflau în căutarea refugiaților la mănăstire.

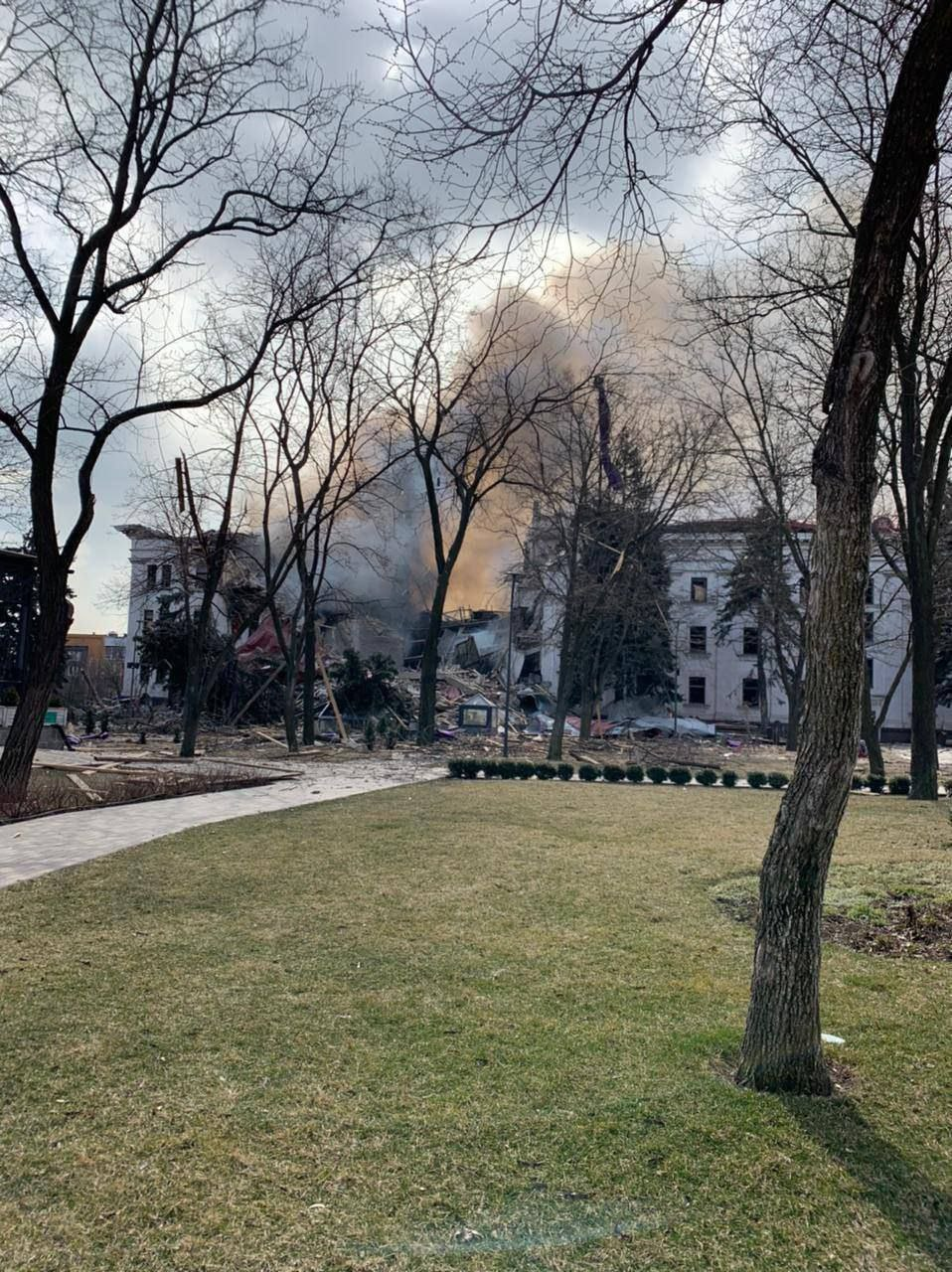
Teatrul de artă dramatică al Oblastului Donețk a fost distrus în mare parte pe 16 martie 2022, când adăpostea în interior peste 1.300 de persoane.

Teatrul de artă dramatică al oblastului Donețk, construit în 1960, a fost în mare parte distrus de atacurile aeriene rusești din 16 martie 2022. Pe 23 martie 2022 s-a anunțat că Muzeul de Artă Kuindzhi, dedicat artistului Arhip Kuindji și care adăpostea lucrări ale altor artiști ucraineni, a fost distrus, deși unele dintre lucrări fuseseră mutate în prealabil. În septembrie, Rusia a trimis o rachetă în curtea Teatrului Academic de Artă Dramatică din Mikolaiv, provocând pagube semnificative.
În orașul Cernihiv, asediat din 24 februarie, Casa Vasil Tarnovski din cadrul Muzeului Antichităților Ucrainene a fost distrusă aproape complet pe 11 martie. Biblioteca Regională pentru Tineret din Cernihiv, în stil neogotic, a fost parțial avariată. Pe 6 martie, Muzeul Regional de Artă din Cernihiv a fost bombardat în aceeași zi în care Muzeul-Rezervație Literară din Cernihiv a fost avariat. De asemenea, au fost raportate pagube la Cinematograful Shchors, Hotelul Ukraina și la o filială a muzeului dedicată armatei, al cărei conținut fusese anterior sigilat într-un seif. Biblioteca Științifică Universală Regională Korolenko din Cernihiv a fost bombardată pe 30 martie, ceea ce a dus la avarierea cărților sale.
La sfârșitul lunii martie 2022, s-a anunțat că unul dintre cele mai mari muzee private de informatică din Ucraina, Club 8-bit, care deținea peste 500 de obiecte din istoria informaticii datând din anii 1950, fusese distrus în asediul orașului Mariupol.

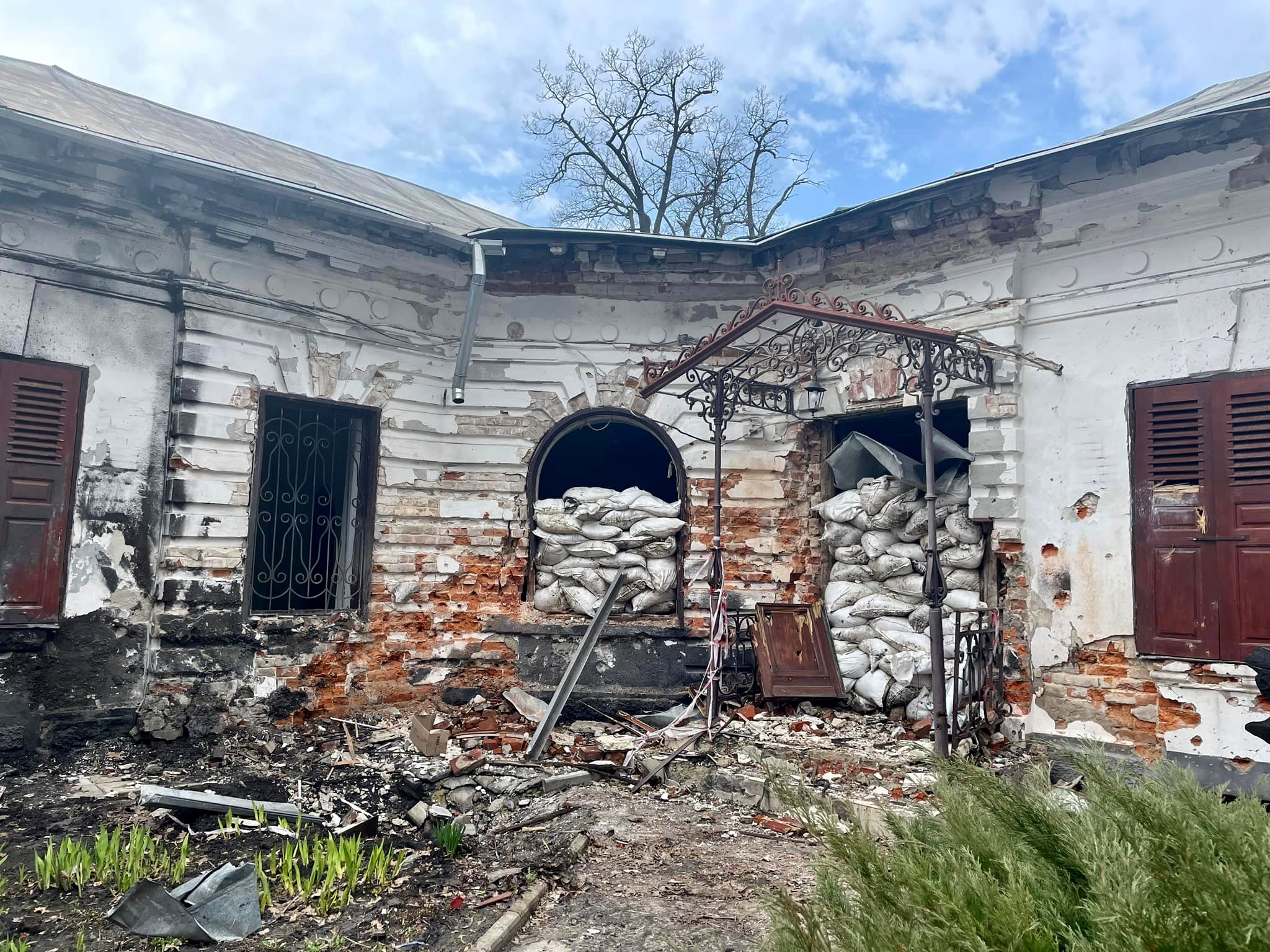
Muzeul de istorie locală din Trostianeț situat în Conacul Koenig din secolele XVIII-XIX, după ocupație și bombardamente

Primarul orașului Trosteaneț a anunțat în aprilie 2022 că Conacul Koenig, un complex neoclasic din secolul al XVIII-lea, care include un muzeu de istorie locală, un muzeu de ciocolată, o galerie de artă, o galerie dedicată compozitorului rus Piotr Ilici Ceaikovski și grădini, a fost avariat în timpul ocupației sale de către forțele ruse din februarie 2022 și de bombardamente. În aceeași lună, autoritățile ucrainene au demontat intenționat o statuie de bronz de 8,3 metri, situată sub marele Arc al Prieteniei Popoarelor, care înfățișa doi muncitori, ucrainean și rus, ținând împreună un ordin sovietic al prieteniei. Structurile fuseseră instalate în 1982, pentru a comemora cea de-a 60-a aniversare a Uniunii Sovietice, dar Ucraina discuta îndepărtarea statuii încă din 2016.

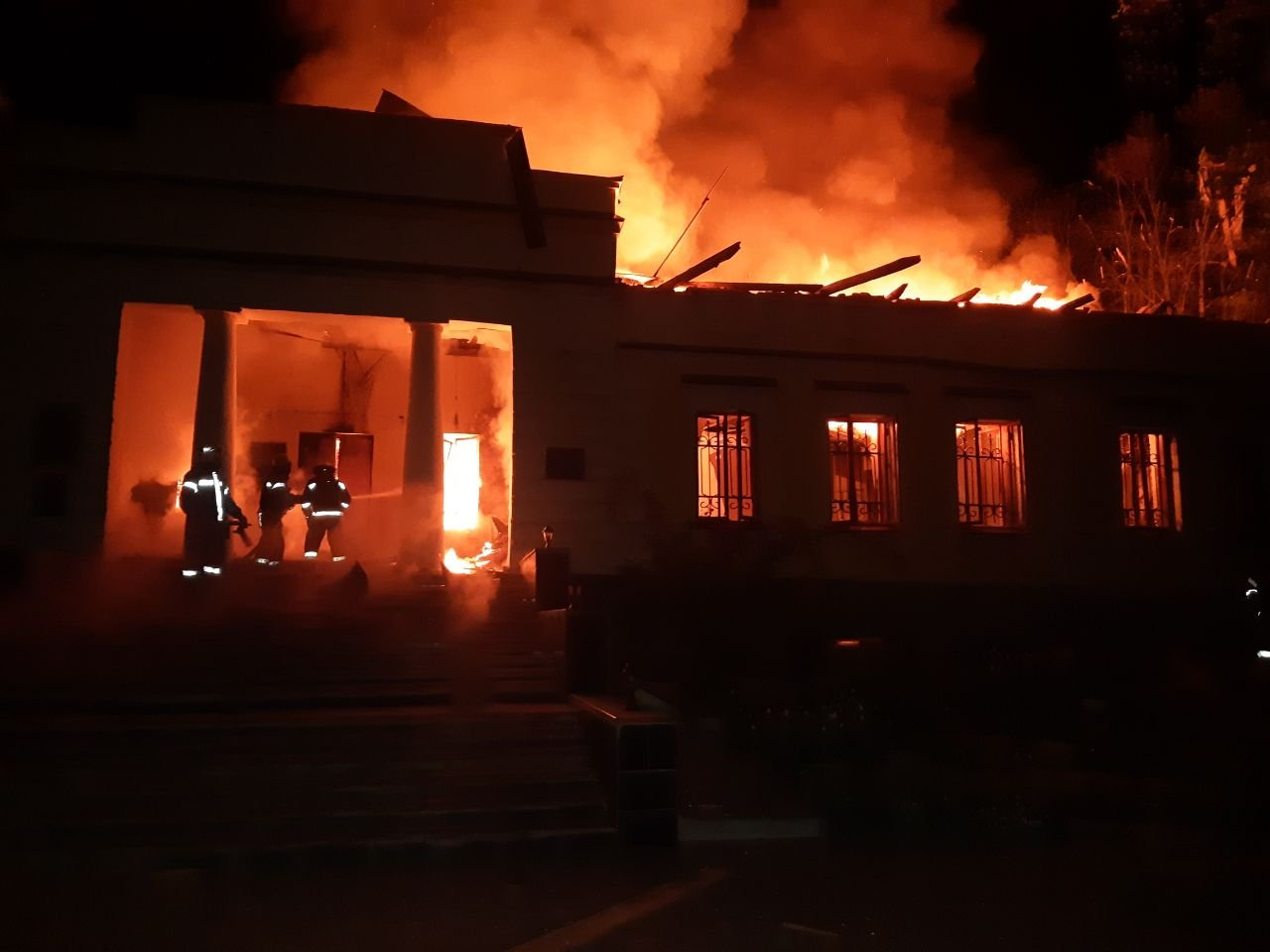
Muzeul memorial Gregory Skovoroda din Skovorodynivka, după bombardamentul din 6 mai 2022

Pe 4 mai, inspectorii culturali ucraineni au anunțat că trupele ruse au distrus kurganele, locuri de înmormântare antice vechi de peste 2.000 de ani. Se pare că movilele, înalte de până la 15 metri, erau folosite ca poziții elevate pentru focul de artilerie.
Pe 6 mai, muzeul memorial Gregory Skovoroda din Skovorodynivka, Regiunea Harkov, a fost vizată de o rachetă rusească și incendiată. Cele mai valoroase obiecte fuseseră evacuate în prealabil.

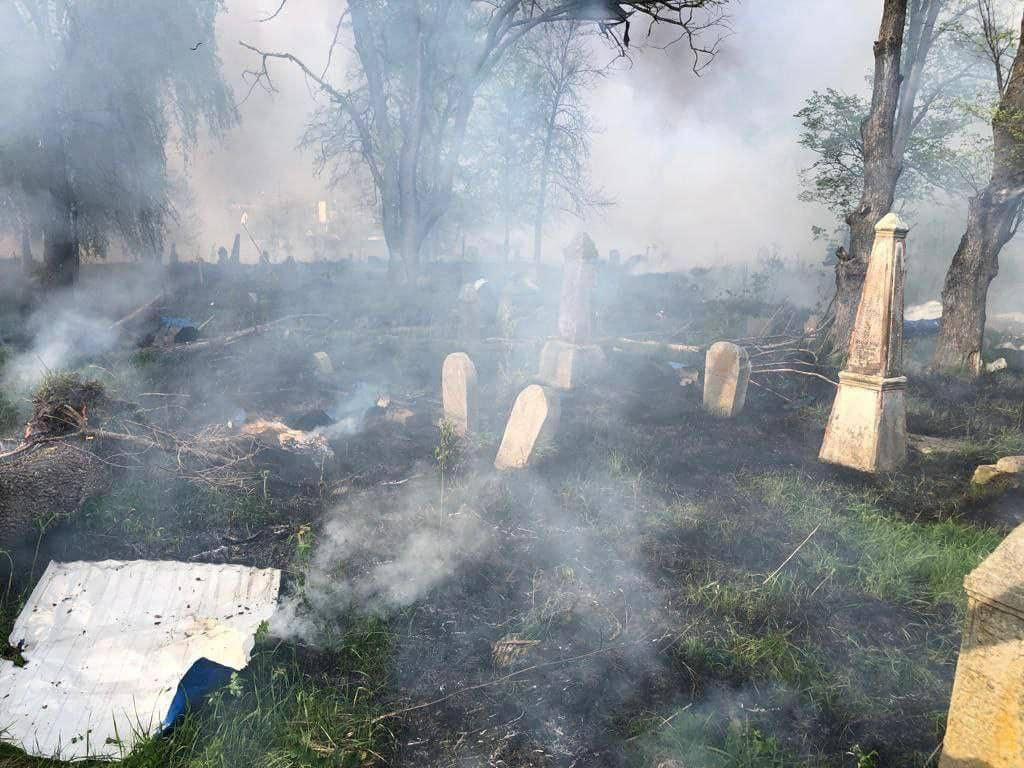
Cimitir evreiesc din Hluhiv, după bombardamentul din 8 mai 2022

Pe 8 mai, bombardamentele rusești au avariat un cimitir evreiesc istoric în Hluhiv. Unele morminte au fost distruse de copacii căzuți, iar cimitirul era plin de bucăți de acoperiș de la casele vecine.
În iunie 2023, numai în regiunea Harkov fuseseră înregistrate 634 de incidente de atacuri de artilerie sau rachete rusești asupra instituțiilor de învățământ și culturale, iar dovezile au indicat vizarea intenționată a acestor instituții.

## Jefuire
În aprilie 2022, consiliul orașului Mariupol a anunțat că peste două mii de exponate au fost jefuite din muzeele din Mariupol, inclusiv lucrări originale de Arhip Kuindji și Ivan Aivazovski. Majoritatea exponatelor de la Muzeul Tradițiilor Locale și Muzeul de Artă Kuindji au fost îndepărtate de forțele de ocupație rusești. Cu toate acestea, directoarea Muzeului de Istorie Locală din Mariupol, Natalia Kapustnikova, a declarat publicației pro-Kremlin Izvestiia că a predat forțelor ruse lucrările lui Aivazovski și Kuindji „după încheierea ostilităților”.
În mai 2022, oficialii ucraineni au susținut că forțele ruse au jefuit cele mai mari și mai scumpe colecții de artefacte scite din Ucraina aflate în Melitopol. Ministrul ucrainean al Culturii, Oleksandr Tkachenko, a susținut că forțele ruse au jefuit mii de artefacte din aproape patruzeci de muzee ucrainene până în octombrie 2022. Tkachenko a mai declarat că obiectele jefuite și distrugerea altor situri culturale au însumat pagube și pierderi de obiecte în valoare de sute de milioane de dolari. Printre altele, două muzee principale din Herson au fost jefuite de forțele ruse înainte de a se retrage din oraș, în noiembrie 2022: Muzeul de Istorie Locală și Muzeul de Artă, din care au fost furate aproximativ 10.000 de opere de artă. Obiectele au fost transportate la muzeele din Crimeea.

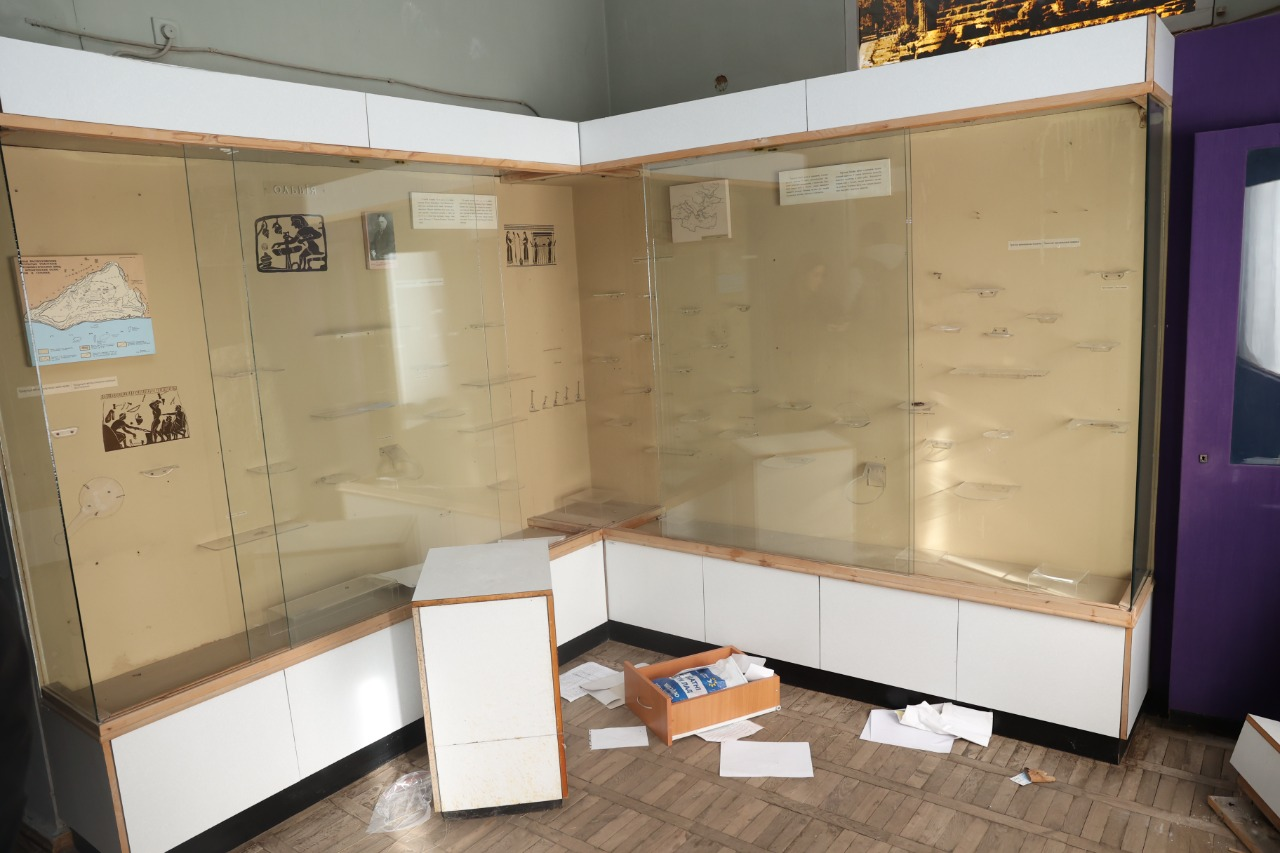
Muzeul de Istorie Locală Jefuită din Herson

La sfârșitul anului 2022, în timp ce Mariupol era încă ocupat de forțele ruse, pictura murală „Milana” a lui Sasha Korban, realizată pe fațada unei clădiri din Mariupol, care o înfățișa pe Milana Abdurashytova, în vârstă de 3 ani, supraviețuitoare a unui atac cu rachete pro-rus din 2015, a fost distrusă.

## Patrimoniul cultural online
Voluntari la nivel internațional lucrează la arhivarea conținutului digital al patrimoniului cultural ucrainean, care este expus riscului de distrugere din cauza invaziei rusești din 2022. Internet Archive sprijină diverse eforturi de conservare, inclusiv inițiativa „Salvarea Patrimoniului Cultural Ucrainean Online” (SUCHO), lansată la 1 martie 2022.
SUCHO a luat naștere după ce trei cadre universitare de la Universitatea Stanford, Universitatea Tufts și Centrul Austriac pentru Științe Umaniste Digitale și Patrimoniu Cultural s-au conectat pe Twitter la sfârșitul lunii februarie 2022. Grupul a demarat o acțiune pentru a extinde utilizarea Internet Archives Wayback Machine, care documentează doar pagina principală, și a utilizat granturi de la Asociația pentru Calculatoare și Științe Umaniste și Asociația Europeană pentru Științe Umaniste Digitale, precum și de la Amazon și DigitalOcean. În primele două săptămâni ale inițiativei, peste 1.500 de site-uri web, expoziții digitale, publicații cu acces liber și alte resurse online ale organizațiilor culturale ucrainene au avut arhive digitale, ceea ce a reprezentat aproximativ trei terabytes de date.
Proiectul Backup Ukraine a fost anunțat în mai 2022 și funcționează în parteneriat cu Virtue, organizația VICE Media Group, Blue Shield Denmark și Comisia Națională Daneză UNESCO. Proiectul presupune ca voluntarii să folosească o aplicație pentru a scana obiecte din Ucraina, care sunt apoi transformate într-un model 3D și încărcate într-o bază de date în cloud pentru a fi salvate în copie de rezervă. Scanările deja încărcate în proiect includ obiecte de zi cu zi, cum ar fi dormitoare și animale de companie, împreună cu opere de artă. Google a creat experiența „Ukraine is Here”, care permite spectatorului să experimenteze peste 40 de repere culturale în 3D, împreună cu vederi la 360 de grade ale parcurilor naționale. Operele de artă pot fi văzute și prin realitate augmentată prin intermediul aplicației Google Arts and Culture.

## Efecte
Cercetătorul șef de la Institutul de Arheologie din Ucraina, Oleksander Symonenko, a declarat reporterilor că orice jaf și distrugere a artefactelor și a instituțiilor culturale este de neînlocuit și că, dacă dispare cultura ucraineană, se va produce un dezastru ireparabil. Prima doamnă a Ucrainei, Olena Zelenska, a descris atacurile asupra siturilor de patrimoniu cultural și a muzeelor drept un război împotriva identității ucrainene, în timpul unui discurs susținut la un muzeu ucrainean din New York, în septembrie 2022. Directorul Galeriei Naționale de Artă din Lviv, Taras Voznyak, a reiterat aceste comentarii, afirmând: „Putin știe că fără artă, fără istoria noastră, Ucraina va avea o identitate mai slabă”.
Unii academicieni, precum un lexicograf și lector de limba ucraineană la Universitatea Columbia, și-au exprimat îngrijorarea că, din cauza distrugerii continue a culturii ucrainene de către forțele rusești, se poate ajunge la distrugerea Ucrainei, chiar dacă Ucraina ar câștiga războiul. Directorul Centrului Patrimoniului Mondial UNESCO a declarat, de asemenea, că Ucraina nu numai că își pierde o parte din patrimoniul cultural, dar și identitatea și o parte din istoria sa vor dispărea dacă războiul nu se va încheia. Alte îngrijorări au fost exprimate de un Raportor Special al SUA pentru Drepturile Culturale, care a avertizat că punerea sub semnul întrebării și negarea identității și istoriei ucrainene, comentariile făcute de autoritățile ruse și distrugerea patrimoniului cultural ucrainean vor avea efecte de durată.
Președintele Blue Shield Denmark a remarcat că distrugerea patrimoniului cultural al unei țări este cea mai rapidă modalitate de a-i submina identitatea națională și că ceea ce s-a învățat după cel de-al Doilea Război Mondial și alte conflicte este că salvarea patrimoniului cultural al unei țări este cea mai bună cale pentru reconstruirea acelei societăți după conflicte.

## Reacții
Academicienii ucraineni și-au exprimat îngrijorarea cu privire la o „catastrofă culturală în desfășurare”, fapt reiterat și de președintele și directorul general al J. Paul Getty Trust, James Cuno. Declarația lui Cuno a condamnat atrocitățile culturale comise în Ucraina, împreună cu pierderile umane și de mediu, și a afirmat că protejarea și conservarea patrimoniului cultural reprezintă o valoare fundamentală. Inițiativa Smithsonian Cultural Rescue a colaborat cu persoane de contact din Ucraina care au fost instruite în conservarea patrimoniului cultural pentru a oferi sprijin.
Centrul Simon Wiesenthal a solicitat UNESCO, la 7 martie 2022, să ia măsuri imediate pentru a proteja toate siturile religioase și culturale din Ucraina, în urma rapoartelor privind bombardarea Centrului Memorial al Holocaustului Babi Yar de către Rusia. Centrul Wiesenthal a cerut, de asemenea, interzicerea Rusiei de a găzdui Conferința Patrimoniului Mondial, care fusese inițial programată pentru 19-30 iunie, din cauza invaziei rusești, deoarece conferința urma să aibă loc la Kazan, un oraș din Republica Tatarstan, care este un subiect federal al Rusiei.
Pe 9 martie, Ministerul Culturii și Politicii Informaționale din Ucraina a anunțat colectarea de informații privind distrugerea obiectelor de patrimoniu cultural al Ucrainei. Totodată, ministerul a cerut să nu se disemineze informații despre modalitățile de protejare a bunurilor culturale sau despre amplasarea sau mișcarea colecțiilor muzeale în timpul războiului. Pe 5 aprilie, Fundația Culturală Ucraineană a lansat o hartă interactivă numită „Harta Pierderilor Culturale”, care prezintă siturile de patrimoniu distruse sau deteriorate din întreaga țară de la invazie.
După relatările despre jaful artefactelor scite de către trupele rusești, ministrul grec al Culturii, Lina Mendoni, a numit jaful „odios” și „barbar” și a evidențiat acțiunile de jaf din trecut ale Rusiei după al Doilea Război Mondial, când Comoara lui Priam din săpăturile Schliemann a fost dusă în Rusia. Mendoni și-a reiterat apelul pentru crearea unei Liste Roșii pentru a preveni comerțul ilegal cu artefacte jefuite și pentru crearea unei platforme pentru colectarea de informații despre bunurile culturale jefuite.